# Temporada 1902 de las Grandes Ligas de Béisbol
La temporada 1902 de las Grandes Ligas de Béisbol fue la segunda temporada de la Liga Americana. La principal novedad fue la mudanza de los Cerveceros de Milwaukee hacia St. Louis y convertirse en los St. Louis Browns, los Chicago Orphans pasaron a llamarse los Chicago Cubs.

## Posiciones
Nota:  Los Baltimore Orioles de 1902 son los New York Highlanders en 1903 (luego son renombrados como los New York Yankees en 1913).
|                | \| Liga Americana[1] \| \| \| \| \| \| \| Rank \| Club \| G \| P \| PG % \| GB \| \| 1º \| Philadelphia Athletics \| 83 \| 53 \| .610 \| -- \| \| 2º \| St. Louis Browns \| 78 \| 58 \| .574 \| 5 \| \| 3º \| Boston Americans \| 77 \| 60 \| .562 \| 6.5 \| \| 4º \| Chicago White Stockings \| 74 \| 60 \| .552 \| 8.0 \| \| 5º \| Cleveland Indians \| 69 \| 67 \| .507 \| 14.0 \| \| 6º \| Washington Senators \| 61 \| 75 \| .449 \| 22.0 \| \| 7º \| Detroit Tigers \| 52 \| 83 \| .385 \| 30.5 \| \| 8º \| Baltimore Orioles \| 50 \| 88 \| .362 \| 34.0 \| |    |    |      |      |
| Liga Americana | |    |    |      |      |
| Rank           | Club | G  | P  | PG % | GB   |
| 1º             | Philadelphia Athletics | 83 | 53 | .610 | --   |
| 2º             | St. Louis Browns | 78 | 58 | .574 | 5    |
| 3º             | Boston Americans | 77 | 60 | .562 | 6.5  |
| 4º             | Chicago White Stockings | 74 | 60 | .552 | 8.0  |
| 5º             | Cleveland Indians | 69 | 67 | .507 | 14.0 |
| 6º             | Washington Senators | 61 | 75 | .449 | 22.0 |
| 7º             | Detroit Tigers | 52 | 83 | .385 | 30.5 |
| 8º             | Baltimore Orioles | 50 | 88 | .362 | 34.0 |

|               | \| Liga Nacional[2] \| \| \| \| \| \| \| Rank \| Club \| G \| P \| PG % \| GB \| \| 1º \| Pittsburgh Pirates \| 103 \| 36 \| .741 \| -- \| \| 2º \| Brooklyn Superbas \| 75 \| 63 \| .593 \| 27.5 \| \| 3º \| Boston Beaneaters \| 73 \| 64 \| .581 \| 29.0 \| \| 4º \| Cincinnati Reds \| 70 \| 70 \| .500 \| 33.5 \| \| 5º \| Chicago Cubs \| 68 \| 69 \| .496 \| 34.0 \| \| 6º \| St. Louis Cardinals \| 56 \| 78 \| .418 \| 44.5 \| \| 7º \| Philadelphia Phillies \| 56 \| 81 \| .409 \| 46.0 \| \| 8º \| New York Giants \| 48 \| 88 \| .353 \| 53.5 \| |     |    |      |      |
| Liga Nacional | |     |    |      |      |
| Rank          | Club | G   | P  | PG % | GB   |
| 1º            | Pittsburgh Pirates | 103 | 36 | .741 | --   |
| 2º            | Brooklyn Superbas | 75  | 63 | .593 | 27.5 |
| 3º            | Boston Beaneaters | 73  | 64 | .581 | 29.0 |
| 4º            | Cincinnati Reds | 70  | 70 | .500 | 33.5 |
| 5º            | Chicago Cubs | 68  | 69 | .496 | 34.0 |
| 6º            | St. Louis Cardinals | 56  | 78 | .418 | 44.5 |
| 7º            | Philadelphia Phillies | 56  | 81 | .409 | 46.0 |
| 8º            | New York Giants | 48  | 88 | .353 | 53.5 |